# Perbahingan
Perbahingan is een bestuurslaag in het regentschap Serdang Bedagai van de provincie Noord-Sumatra, Indonesië. Perbahingan telt 287 inwoners (volkstelling 2010).